# Jet2.com
Jet2.com ist eine britische Billigfluggesellschaft mit Sitz in Leeds und landesweit 13 Basen. Die Schwesterfirma jet2holidays.com betreibt Flugzeuge mit einem eigenen Bemalungsschema.

## Geschichte

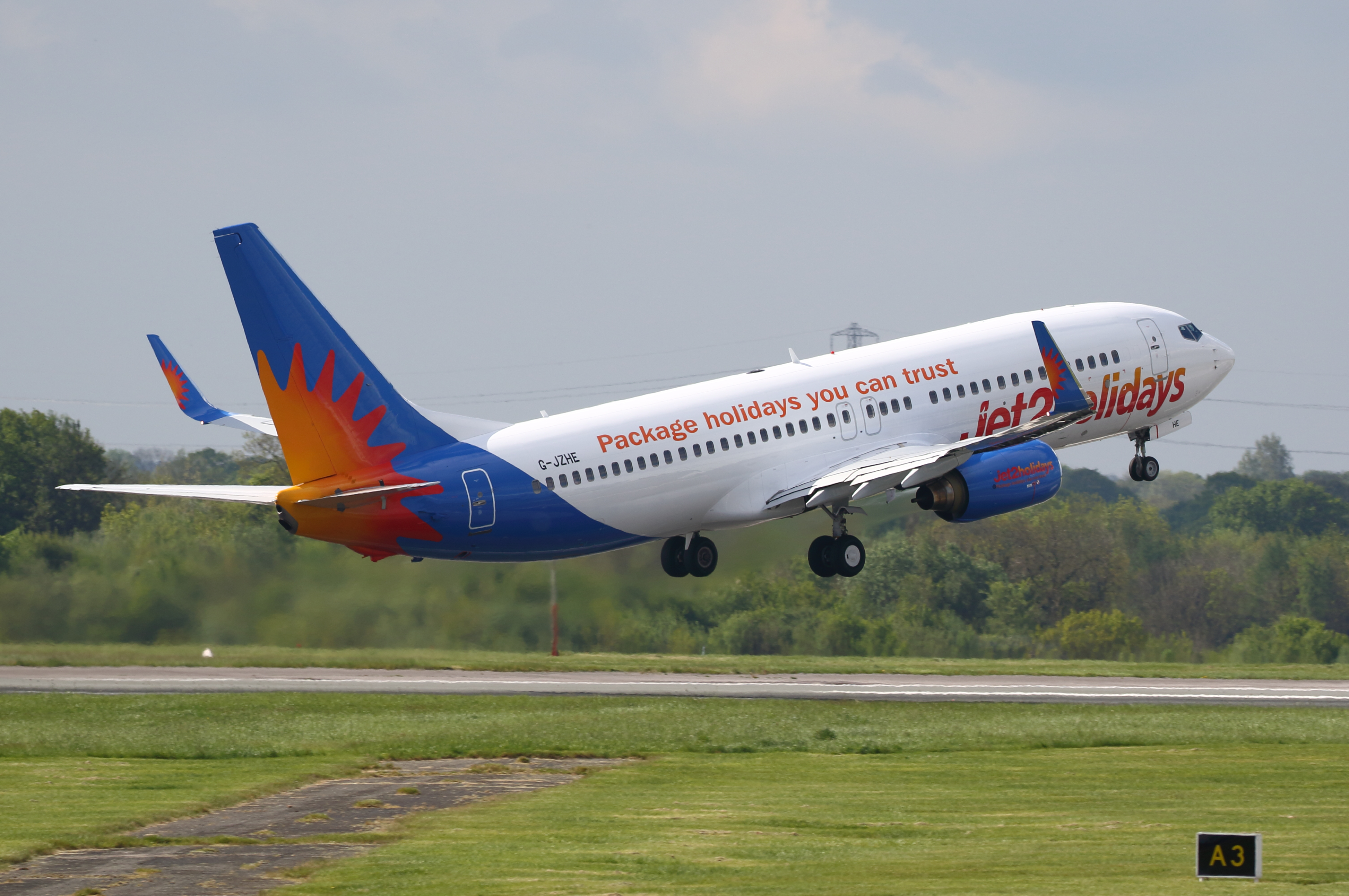
Die Bemalung des Ferienfliegers der Schwesterfirma jet2holidays

Die Fluggesellschaft ging aus der 1978 gegründeten Channel Express hervor, welche zuerst unter dem Namen Express Air Services einst Blumen von den Kanalinseln ins Vereinigte Königreich flog. Der ehemalige britische Kunstflugmeister Philip Meeson kaufte das Unternehmen und verwandelte es ab 2003 in eine Ferienfluggesellschaft. Sie nahm den Flugbetrieb am 12. Februar 2003 vom Flughafen Leeds auf.
Im Dezember 2004 eröffnete Jet2.com eine zweite Basis auf dem Flughafen Manchester sowie eine weitere auf dem Flughafen Belfast. Im November 2005 folgte ein weiterer Flottenstützpunkt auf dem Flughafen Blackpool. Mittlerweile unterhält sie 8 Basen in Großbritannien sowie eine Basis in Alicante, Spanien.
Zum Frühjahr 2014 kündigte die Gesellschaft erstmals die Aufnahme von Langstreckenflügen nach Nordamerika an.

## Flugziele
Jet2.com betreibt derzeit 13 Basen im Vereinigten Königreich: Belfast, Bournemouth, Birmingham, Bristol, East Midlands, Edinburgh, Glasgow, Leeds/Bradford, London-Stansted, Liverpool, Manchester, Newcastle und Nottingham.
Die ersten Flüge der geplanten Basis in London-Luton sind für den April 2025 geplant.
Sie fliegt von dort aus hauptsächlich Urlaubsziele am Mittelmeer, auf den Kanarischen Inseln sowie einige europäische Städteziele an.
In Deutschland werden Berlin und Köln, in Österreich Wien, Salzburg und Innsbruck und in der Schweiz Genf angeflogen. Zudem führte Jet2.com bis Januar 2017 auch Postflüge für Royal Mail durch und setzte dafür bis zu jenem Zeitpunkt auch eine Frachtversion der Boeing 737 ein.

## Flotte

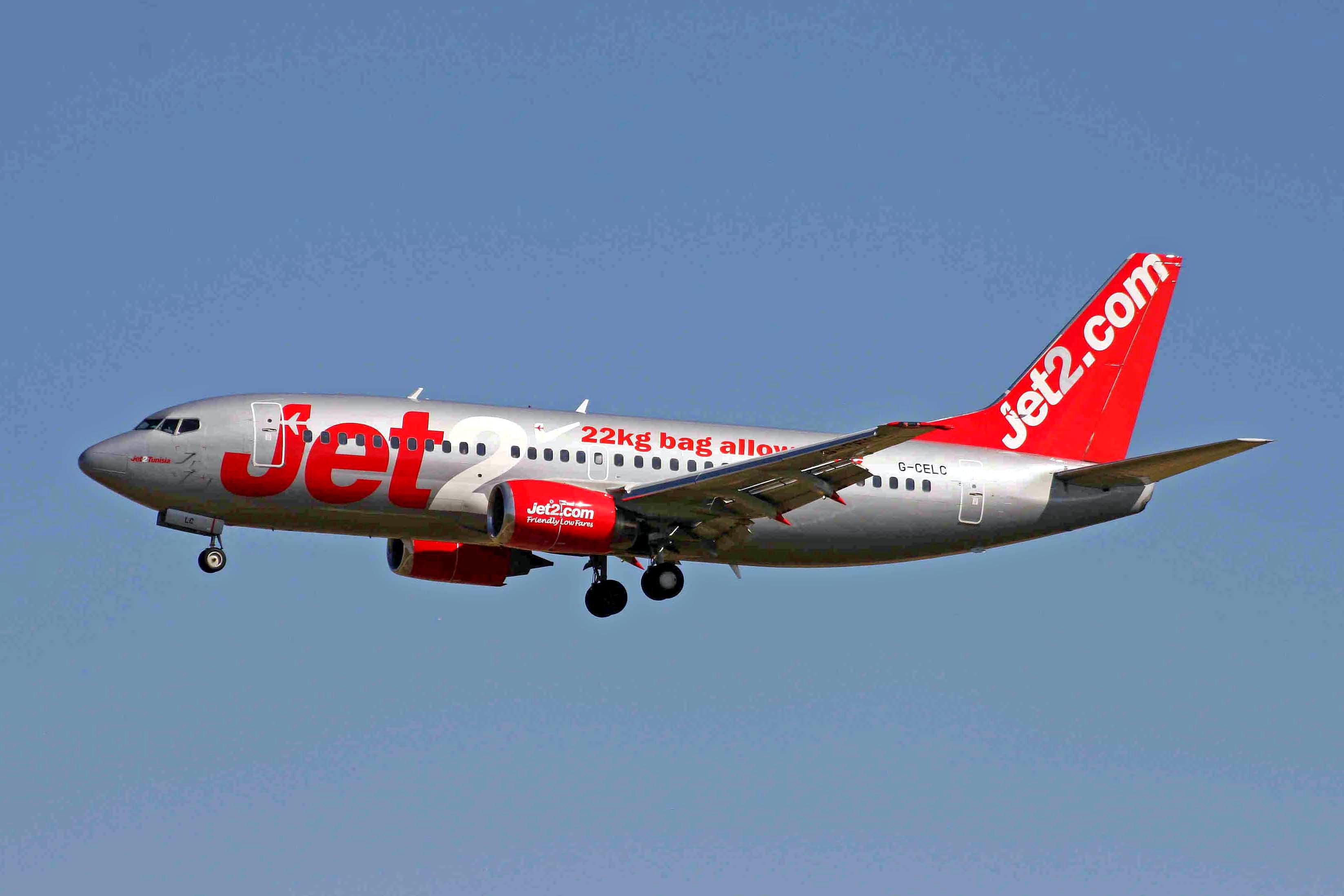
Boeing 737-300 der jet2.com

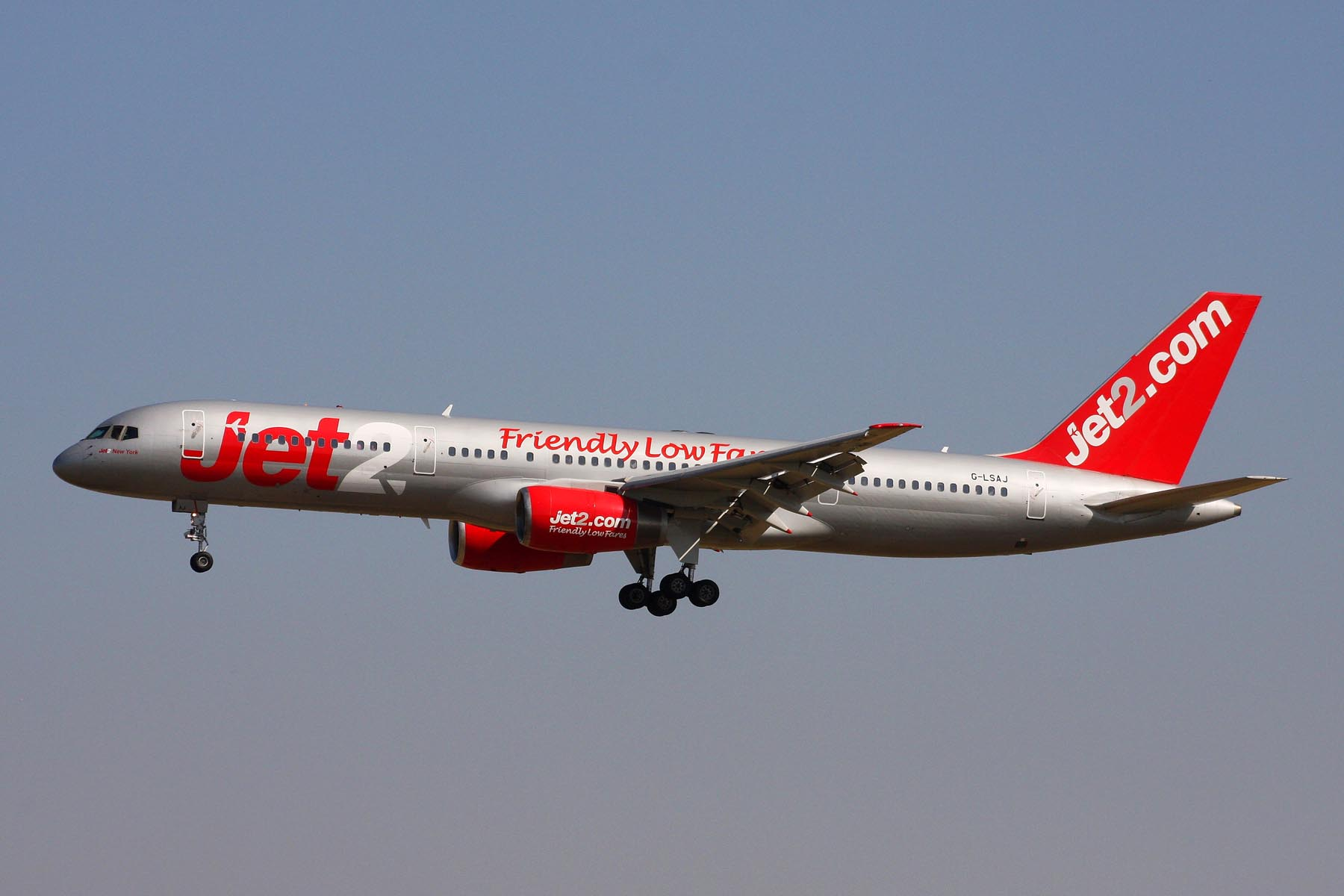
Boeing 757-200 der Jet2.com

### Aktuelle Flotte
Mit Stand Mai 2025 besteht die Flotte der Jet2.com aus 127 Flugzeugen mit einem Durchschnittsalter von 14,3 Jahren:
| Flugzeugtyp     | Anzahl | bestellt | Anmerkungen | Sitzplätze | Durchschnittsalter |
| --------------- | ------ | -------- | --- | ---------- | ------------------ |
| Airbus A321-200 | 05     | 0        | drei mit Sharklets ausgestattet; zwei betrieben durch Titan Airways                                                | 220 218    | 13,0 Jahre         |
| Airbus A321neo  | 015    | 95       | | 232        | 01,1 Jahre         |
| Airbus A330-200 | 02     | 0        | betrieben durch AirTanker                                                                                          | 327        | 10,6 Jahre         |
| Boeing 737-300  | 07     | 0        | mit Winglets ausgestattet; werden durch Airbus A321neo ersetzt                                                     | 148        | 27,2 Jahre         |
| Boeing 737-800  | 098    | 0        | 96 mit Winglets ausgestattet; eine inaktiv; zwei betrieben durch ETF Airways sowie drei betrieben durch AirExplore | 189        | 15,5 Jahre         |
| Gesamt          | 127    | 95       | |            | 14,3 Jahre         |

### Ehemalige Flugzeugtypen
| Flugzeugtyp               | Anzahl | von  | bis  | Anmerkungen                         |
| ------------------------- | ------ | ---- | ---- | ----------------------------------- |
| Airbus A320-200           | 03     | 2013 | 2013 | betrieben durch Titan Airways       |
| Airbus A320-200           | 03     | 2015 | 2015 | betrieben durch Titan Airways       |
| Airbus A320-200           | 03     | 2019 | 2019 | betrieben durch SmartLynx Estonia   |
| Airbus A330-300           | 01     | 2023 | 2023 | betrieben durch World2Fly Portugal  |
| Boeing 737-200            | 01     | 2007 | 2007 | betrieben durch European Aircharter |
| Boeing 737-300QC          | 09     | 2005 | 2020 |                                     |
| Boeing 737-400            | 02     | 2006 | 2006 | betrieben durch Íslandsflug         |
| Boeing 737-400            | 02     | 2007 | 2007 | betrieben durch Futura              |
| Boeing 757-200            | 13     | 2005 | 2025 |                                     |
| Boeing 757-200            | 04     | 2011 | 2012 | betrieben durch Allegiant Air       |
| Boeing 757-200            | 04     | 2015 | 2015 | betrieben durch Privilege Style     |
| Boeing 757-200            | 04     | 2018 | 2018 | betrieben durch Titan Airways       |
| British Aerospace 146-300 | 01     | 2007 | 2007 | betrieben durch Flightline          |